# De la Cruz (cognom)
De la Cruz és un cognom original d'Espanya tant per noms femenins com per noms masculins. Aquest cognom pertany al grup dels cognoms toponímics, ja què són dels més difosos en el món hispà.
Alguns escriptors diuen que l'origen d'aquest cognom va ser la devoció que molts cavallers professaven a l'ensenya de la religió catòlica.
Un solar molt antic de Cruz va ser el de la vila de Briviesca (Burgos), i un altre a la ciutat de Sòria, segons Francisco Zazo i Rosillo. També va tenir altres cases a Castella a la ciutat de Segòvia, a Fuensalida (Toledo), ia Medina de Rioseco, Valladolid i Torrecilla de l'Ordre, de la província de Valladolid. També hi havien cases amb aquest cognom a Aragó, Astúries, Cantàbria, Lleó, Navarra, Biscaia i Andalusia.
A Biscaia hi havien cases solars a la vila de Valmaseda, documentades en la Fogueración biscaïna de 1511, i a les valls d'Arcentales i Villaverde de Trucíos. A Navarra (Pamplona) també. A Aragó també hi havia solars a Calataiud, en Mallén (ambdues a Saragossa) i en Castejón de Monegros (Osca), documentades en la Fogueración aragonesa de 1495, i en Canfranc (Osca). Van passar a Cuba, Xile, Filipines, Guatemala, Hondures, Mèxic, Panamà, Puerto Rico, República Dominicana i El Salvador. A Xile també va haver-hi una família de la Cruz que va tenir el seu seient a la vila de Tavernes (Almeria).
Una altra família molt principal, que es va establir a Xile, a la ciutat de Talca, és originària de Gènova, doncs va ser el seu fundador Joan de la Cruz, natural de Gènova, que va servir en els exèrcits espanyols de Felip V i Don Carlos III i va passar a Índies en l'esquadra de l'Almirall José Pizarro, marxant per terra a Xile.